# Hrafnagil
Hrafnagil – miejscowość w północnej Islandii na zachodnim brzegu rzeki Eyjafjarðará, około 10 km na południe od Akureyri, głównego miasta regionu Norðurland eystra. Położona jest u wschodniego podnóża najwyższego w tej części wyspy masywu górskiego Kerling (1536 m n.p.m.). W 2013 liczyła 263 mieszkańców, a w 2018 - 276 mieszkańców. Hrafnagil jest ośrodkiem gminy Eyjafjarðarsveit.
Znajduje się tutaj szkoła oraz ciepłownia geotermalna, która zaopatruje w ogrzewanie pobliskie domy i szklarnie.